# 叢書集成
『叢書集成』（そうしょしゅうせい）は、上海商務印書館によって1935年から1937年に出版された漢籍叢書の一大集成で、清までの百種類の叢書に含まれる書籍を再分類して収めたものである。
その後、「叢書集成」の名を冠した書物が各社から数種類出版されている。

## 叢書集成初編
『叢書集成初編』は王雲五が中心になって、上海商務印書館で1935年から出版を開始した。宋から清までの既存の漢籍叢書を100種類選び、それらに収められている書物を王雲五による近代的な分類（中外図書統一分類法）に従って分類し直して出版したものである。基本的に活字出版だが、一部に影印が混在している。
複数の叢書に同一の書物が収められている場合は、そのうちから1種類のみを選んだ。全部で8集4000冊からなり、4107種類の書物を含む予定だったが、7集3467冊まで出版したところで日中戦争が勃発したため、事業は中断された。
ほかに『叢書集成初編目録』を出版した。これは『四庫全書』に対する『四庫全書総目提要』に相当するものだが、そこに収められている内容は『叢書集成』と完全には一致していない。
台湾の商務印書館は1965年に『叢書集成初編』から一部分にあたる1031種類を再版した。

## 芸文印書館版
台湾の芸文印書館は1970年に『百部叢書集成』を出版した。101種類の叢書から4144種の書物を取り、線装本7950冊として出版された。『叢書集成初編』と異なってすべて影印により、また本来の叢書の順序に従っているが、もとの『叢書集成初編』と同様に重複は除かれている。
その後、1972年までかけて続編にあたる『叢書菁華』全6期を影印出版した。『叢書菁華』の前半は『叢書集成続編』、後半は『叢書集成三編』と呼ばれることがある。

## 新文豊版
台湾の新文豊出版公司は1985年に『叢書集成新編』を出版した。『叢書集成初編』と同様に再分類し直して活字出版されている。新文豊出版はまた『叢書集成続編』、『叢書集成三編』も出版した。いずれも中外図書統一分類法に従っている。

## 中華書局版
中華人民共和国の中華書局は1985-1991年に『叢書集成初編』を再版し、1930年代に出版されなかった533冊を加えて4000冊にした。

## 上海書店版
中華人民共和国の上海書店出版社は1994年に『叢書集成続編』を出版した。これは新文豊出版のものとは無関係で、180種類の叢書から3200種あまりの書籍を四部分類に従って配列している。全180冊からなる。